# شهرستان لویی
شهرستان لویی (به لاتین: Luyi County) یک منطقهٔ مسکونی در چین است که در ژوکو واقع شده‌است. شهرستان لویی ۱٬۲۴۸ کیلومتر مربع مساحت و ۱٬۲۰۰٬۰۰۰ نفر جمعیت دارد و ۴۱ متر بالاتر از سطح دریا واقع شده‌است.